# Чечевицы
Чечевицы (лат. Carpodacus) — род певчих птиц из семейства вьюрковых. Большинство видов обитают в Азии, один вид (обыкновенная чечевица) встречается также и в Европе.

## Виды
В состав рода включают 28 видов:
- Carpodacus davidianus — Китайская красивая чечевица
- Carpodacus dubius — Китайская белобровая чечевица
- Carpodacus edwardsii — Чечевица Эдвардса
- Carpodacus erythrinus — Обыкновенная чечевица
- † Carpodacus ferreorostris — Бонинский дубонос
- Carpodacus formosanus — Тайваньская чечевица
- Carpodacus grandis — Розовая чечевица
- Carpodacus lepidus
- Carpodacus pulcherrimus — Красивая чечевица
- Carpodacus puniceus — Красный вьюрок
- Carpodacus rhodochlamys — Арчевая чечевица
- Carpodacus rodochroa — Краснобровая чечевица
- Carpodacus rodopeplus — Пятнистая чечевица
- Carpodacus roborowskii — Чечевица Роборовского
- Carpodacus roseus — Сибирская чечевица
- Carpodacus rubicilla — Большая чечевица
- Carpodacus rubicilloides — Высокогорная чечевица
- Carpodacus sibiricus — Урагус
- Carpodacus sillemi
- Carpodacus sipahi
- Carpodacus stoliczkae — Бледная чечевица
- Carpodacus subhimachalus — Рододендровый щур
- Carpodacus synoicus — Бледная чечевица, или синайская чечевица
- Carpodacus trifasciatus — Трёхпоясная чечевица
- Carpodacus thura — Белобровая чечевица
- Carpodacus verreauxii — Чечевица Шарпа
- Carpodacus vinaceus — Винно-красная чечевица
- Carpodacus waltoni — Краснопоясничная чечевица

В 2012 году опубликован всесторонний молекулярно-филогенетический анализ семейства вьюрковых. Основываясь как на своих собственных результатах, так и на результатах, опубликованных ранее другими группами, учёные предложили ряд изменений в таксономии. Они показали, что три североамериканских вида, а именно Carpodacus cassinii, C. purpureus и C. mexicanus, образуют отдельную кладу, которая не была тесно связана с палеарктическими видами рода Carpodacus. Они предложили выделить эти три вида в отдельный род Haemorhous.